# Leonia Janecka
Leonia Janecka, z d. Nadelman (ur. 20 lipca 1909 w Warszawie, zm. 2 stycznia 2003 tamże) – polska graficzka, ilustratorka książkowa, malarka.

## Życiorys
Urodziła się w Warszawie jako Leonia Romana Nadelman, w rodzinie pochodzenia żydowskiego. Miała młodszą o siedem lat siostrę Hanię i brata (imię nieznane). Była bratanicą rzeźbiarza Eliego Nadelmana.
W 1935 ukończyła studia w Akademii Sztuk Pięknych w Warszawie, gdzie uczyła się w pracowni Tadeusza Pruszkowskiego.
Po wybuchu wojny, w 1939, artystka wraz z rodzicami i siostrą przeniosła się do Lwowa. Po wkroczeniu Niemców do miasta rodzina wróciła do Warszawy. Początkowo Nadelmanowie mieszkali w getcie, następnie ukrywali się u zaprzyjaźnionych osób. W tym czasie na podstawie metryki zmarłej osoby wyrobiła kenkartę na nazwisko: „Leonia Janecka”, którym posługiwała się również po wojnie.
Po wyzwoleniu Warszawy, wróciła i zamieszkała na Saskiej Kępie. W 1945 związała się z malarzem Arturem Nacht-Samborskim.
Zmarła w Warszawie. Została pochowana na cmentarzu Bródnowskim (sektor 56I-6-11).

## Działalność artystyczna
Jej twórczość obejmowała malarstwo, rysunek, grafikę oraz grafikę użytkową, a w okresie powojennym przede wszystkim ilustrację książkową.
Karierę rozpoczęła przed II wojną światową, pod nazwiskiem Nadelmanówna. Należała do Loży Wolnomalarskiej, grupy artystycznej założonej w 1932 przez uczniów Tadeusza Pruszkowskiego. Zajmowała się już także grafiką, np. w 1933 otrzymała III nagrodę w konkursie na plakat reklamowy kosmetyków Elida, organizowanym przez Instytut Propagandy Sztuki.
Po wojnie właściwie od razu powróciła do działalności artystycznej. We wrześniu 1945 wzięła udział w ekspozycji czasowej „Ruiny Warszawy, rysunki – akwarele – gwasze”, która towarzyszyła słynnej wystawie „Warszawa oskarża” pokazywanej w Muzeum Narodowym w Warszawie. Za wystawione prace artystka otrzymała nagrodę przyznawaną przez Biuro Odbudowy Stolicy.
19 stycznia 1955 na wniosek Ministra Kultury i Sztuki została odznaczona Medalem 10-lecia Polski Ludowej.
W latach 50. otrzymywała kolejne nagrody: wyróżnienie na I Ogólnopolskiej Wystawie Książki i Ilustracji (1951), I nagrodę na II Ogólnopolskiej Wystawie Ilustracji (1955), nagrodę Prezesa Rady Ministrów za twórczość dla dzieci i młodzieży (1956). Wśród późniejszych sukcesów warto wspomnieć honorowe wyróżnienie na I Biennale Sztuki dla Dziecka (1973).
Jako ilustratorka współpracowała m.in. z wydawnictwami „Nasza Księgarnia”, „Czytelnik” oraz „Książka i Wiedza”. Do jej najbardziej znanych realizacji należy oprawa ilustracyjna książki Chłopcy z Placu Broni Ferenca Molnára.

## Wybrane ilustracje książkowe
- Edmondo De Amicis, Serce, „Nasza Księgarnia”, Warszawa 1956[11]
- Maria Dąbrowska, Czyste serca, „Nasza Księgarnia”, Warszawa 1957[11]
- Janusz Korczak, Sława, „Nasza Księgarnia”, Warszawa 1958[12]
- Ferenc Molnár, Chłopcy z Placu Broni, „Nasza Księgarnia”, Warszawa 1964[11]
- Anna Kamieńska, Świat ciągle się zmienia, „Czytelnik”, Warszawa 1974[11]